# Vladimír Darida
Vladimír Darida (pronunciación en checo: /ˈvlaɟɪmiːr ˈdarɪda/; Pilsen, Checoslovaquia, 8 de agosto de 1990) es un futbolista checo que juega como centrocampista en el F. C. Hradec Králové de la Liga de Fútbol de la República Checa.

## Selección nacional
El 28 de mayo de 2012 se anunció que fue convocado por la selección checa para la Eurocopa 2012. Reemplazó al defensor lesionado Daniel Pudil. En el partido de cuartos de final contra Portugal, jugó su segundo partido, el primero en un torneo oficial. Reemplazó al lesionado Tomáš Rosický.
En 2016, fue convocado para la Eurocopa de Francia.

### Participaciones en Eurocopas
| Copa          | Sede              | Resultado        | Partidos | Goles |
| ------------- | ----------------- | ---------------- | -------- | ----- |
| Eurocopa 2012 | Polonia · Ucrania | Cuartos de final | 1        | 0     |
| Eurocopa 2016 | Francia           | Fase de grupos   | 3        | 0     |
| Eurocopa 2020 | Europa            | Cuartos de final | 4        | 0     |

## Clubes
| Club                           | País            | Año       |
| ------------------------------ | --------------- | --------- |
| F. C. Viktoria Pilsen          | República Checa | 2010-2013 |
| → F. K. Baník Sokolov (cedido) | República Checa | 2011      |
| S. C. Friburgo                 | Alemania        | 2013-2015 |
| Hertha Berlín                  | Alemania        | 2015-2022 |
| Aris Salónica F. C.            | Grecia          | 2023-2025 |
| F. C. Hradec Králové           | República Checa | 2025-     |

## Palmarés

### Campeonatos nacionales
| Título                          | Club                  | País            | Año  |
| ------------------------------- | --------------------- | --------------- | ---- |
| Copa de la República Checa      | F. C. Viktoria Pilsen | República Checa | 2010 |
| Gambrinus liga                  | F. C. Viktoria Pilsen | República Checa | 2011 |
| Supercopa de la República Checa | F. C. Viktoria Pilsen | República Checa | 2011 |
| Gambrinus liga                  | F. C. Viktoria Pilsen | República Checa | 2013 |

### Distinciones individuales
| Distinción                               | Año  |
| ---------------------------------------- | ---- |
| Futbolista del año en la República Checa | 2017 |